# Pegomya kodiakana
Pegomya kodiakana är en tvåvingeart som beskrevs av Huckett 1965. Pegomya kodiakana ingår i släktet Pegomya och familjen blomsterflugor.
Artens utbredningsområde är Alaska. Inga underarter finns listade i Catalogue of Life.